# Dark Assault
Dark Assault är det tyska power metal-bandet Iron Saviors tredje album. Det släpptes 2001 av skivbolaget Noise Records. Skivan utkom även i Japan och 2002 i Brasilien.
Det var den första skivan med gitarristen Joachim "Piesel" Küstner och trummisen Thomas Nack, och den sista med Kai Hansen, som lämnade bandet kort efter att skivan släppts.

## Låtlista
1. "Never Say Die" – 5:32
2. "Seek and Destroy" – 3:45
3. "Solar Wings" – 4:33
4. "I've Been to Hell" – 4:05
5. "Dragons Rising" – 6:24
6. "Predators" – 3:54
7. "Made of Metal" – 6:58
8. "Firing the Guns" – 4:42
9. "Eye of the World" – 5:18
10. "Back into the Light" – 5:52
11. "After the War" – 6:18
12. "Delivering the Goods" (Judas Priest-cover) – 3:59

## Medverkande
Musiker
- Piet Sielck – sång, gitarr
- Kai Hansen – gitarr, sång
- Joachim "Piesel" Küstner – gitarr, sång
- Jan-Sören Eckert – elbas, sång
- Thomas Nack – trummor
- Andreas Kück – keyboard, sång

Produktion
- Piet Sielck – producent, mixning
- Kai Hansen – producent
- Holger Drees - albumkonst
- Maren Kumpe - design
- Jo Kirchherr - fotografi